# Pięć ziarnek grochu
Pięć ziarnek grochu, także Pięcioro w jednym strączku (duń. Fem fra en Ærtebælg, współ. duń. Fem fra en ærtebælg) – baśń literacka autorstwa Hansa Christiana Andersena, wydana po raz pierwszy w 1852 roku.

## Publikacja
Baśń literacka Pięć ziarnek grochu, napisana przez Hansa Christiana Andersena, została po raz pierwszy opublikowana w „Folkekalender for Danmark” w 1853 roku, 2. rocznik, na stronach 43–46, przy czym faktyczna publikacja miała miejsce już w grudniu 1852 roku przed Bożym Narodzeniem. Utwór wznawiano w zbiorach baśni w latach: 1853, 1855 oraz 1863. Ilustrację do pierwszego wydania wykonał Vilhelm Pedersen, pierwszy i długoletni ilustrator twórczości Andersena.

## Polskie przekłady
Baśń była szereg razy tłumaczona na język polski z niemieckiego, poza ostatnim tłumaczeniem z duńskiego Bogusławy Sochańskiej:
- 1899 – Z jednego gniazda – Cecylia Niewiadomska (tłum.): Baśnie. Warszawa. Brak numerów stron w książce
- 1901 – Pięcioro w strączku: Maria Glotz (tłum.): Nowe powieści czarodziejskie Andersena. T. 2. Warszawa. Brak numerów stron w książce
- 1909 – Pięcioro w strączku: Opowieści i bajki. Warszawa. Brak numerów stron w książce
- 1929 – Pięć ziaren grochu – przekład Franciszka Mirandoli.
- 1931 – Pięcioro w jednym strączku: Stefania Beylin (tłum.): Baśnie. Warszawa. Brak numerów stron w książce (w wyd. z 1956 Pięć ziarnek grochu)
- 1938 – Było sobie pięć ziarenek: Adam Przemski (tłum.): Bajki. Kraków. Brak numerów stron w książce
- 1938 – Pięć groszków w jednym strąku: Marceli Tarnowski (tłum.): Bajki. Warszawa. Brak numerów stron w książce
- 1946 – Z jednego strączka: Witold Zechenter (tłum.): Bajki. Kraków. Brak numerów stron w książce
- 2006 – Pięć ziarnek grochu: Bogusława Sochańska (tłum.): Baśnie i opowieści. Tom II 1852–1862. Poznań. s. 92–95. ISBN 978-83-7278-194-9.

## Fabuła
W zielonym strąku wzrasta razem pięć nasion grochu, przekonanych, że cały świat jest zielony. Żyją w cieple i świetle słonecznym, dojrzewając i rozmyślając nad życiem. Z czasem strąk i groszki żółkną, co utwierdza je w przekonaniu, że cały świat staje się żółty. Nagle strąk zostaje zerwany i wrzucony do kieszeni kurtki. Groszki przeczuwają, że niedługo coś się wydarzy, nadchodzi wolność. Zastanawiają się, który z nich trafi najdalej. W końcu strąk pęka, a groszki wypadają do ręki chłopca. Dzieciak planuje użyć ich do strzelania z procy.
Pierwszy groszek zostaje wystrzelony i krzyczy, że leci w świat. Drugi celuje w słońce, ale też znika bez śladu. Dwa następne trafiają do procy i również zostają wystrzelone. Ostatni groszek ląduje w szparze przy poddaszu i zapada się w miękkim mchu. Tam zaczyna kiełkować i wypuszcza zielony pęd. Na poddaszu mieszka uboga kobieta z ciężko chorą córką. Dziewczynka zauważa kiełkujący groszek i czuje przypływ nadziei. Matka ustawia jej łóżko bliżej okna, by mogła widzieć roślinkę. Dziewczynka czuje się coraz lepiej i zaczyna wracać do zdrowia. Roślina wypuszcza kwiat, a dziewczynka całuje go z wdzięcznością. Matka wierzy, że groszek jest darem Boga, dającym nadzieję. Tymczasem inne groszki kończą swój żywot: trzy zostają zjedzone przez gołębie, a czwarty pęcznieje w rynsztoku, przekonany, że osiągnął największy sukces.

## Galeria

Ilustracje baśni Pięć ziarnek grochu
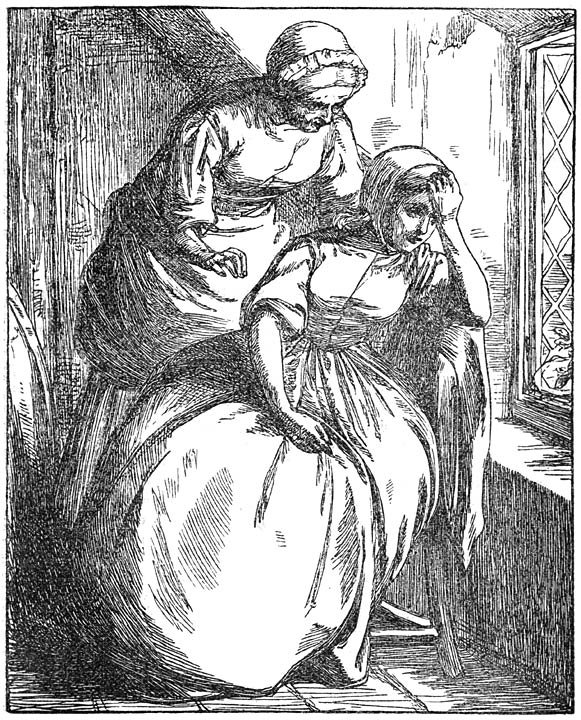
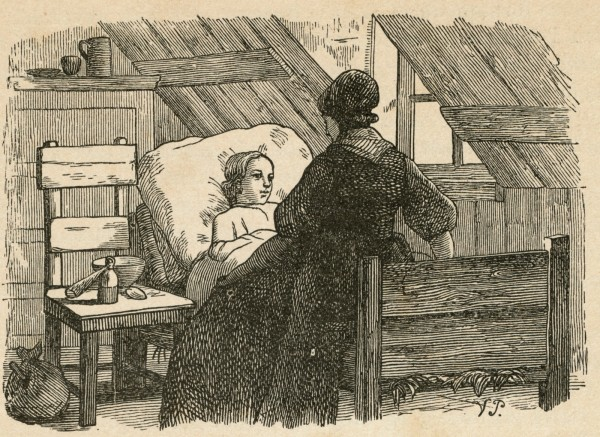